# Stanisław Kardasz
Stanisław Kardasz (ur. 29 października 1936 w Gdyni) – polski ksiądz rzymskokatolicki.

## Życiorys
W młodości należał do Związku Harcerstwa Polskiego. Ukończył Wyższe Seminarium Duchowne w Pelplinie oraz historię na Uniwersytecie Mikołaja Kopernika w Toruniu.
15 maja 1952, w wieku 16 lat, został aresztowany za kolportowanie ulotek o treściach antykomunistycznych i skazany na więzienie dla nieletnich. W 1960 ukończył Wyższe Seminarium Duchowne w Pelplinie. W latach 1976–2013 pełnił funkcję proboszcza parafii Matki Bożej Zwycięskiej w Toruniu.
W 1979 został mianowany Kierownikiem pierwszej Pieszej Pielgrzymki Pomorskiej, odpowiedzialnym za jej organizację i prowadzenie. Był jej przewodnikiem w latach 1979–1986. Z powodu prześladowań ze strony SB był zmuszony do wycofania się z organizacji pielgrzymek. Ponownie był jej kierownikiem w latach 1990–1993.
Od 1980 działał w toruńskim Klubie Inteligencji Katolickiej. W latach 1982–1989 organizował Msze św. za Ojczyznę. Ponadto współorganizował niezależne wykłady oraz spektakle teatralne i seanse filmowe. Po wprowadzeniu stanu wojennego był współorganizatorem punktu rozdziału leków z zagranicy. W 1984 po zabójstwie ks. Jerzego Popiełuszki patronował kościelnym uroczystościom organizowanym w intencji zamordowanego księdza.
W 1985 został założycielem i kierownikiem Chrześcijańskiego Uniwersytetu Robotniczego oraz kierownikiem Wszechnicy Związkowej NSZZ „Solidarność”.
Od roku 1998 jest członkiem Rady Ochrony Zabytków przy Ministrze Kultury i Dziedzictwa Narodowego. 
Po 1989 pełnił wiele funkcji duszpasterskich i społecznych. W latach 1990–1999 był kapelanem Armii Krajowej. W 1992 został mianowany kanonikiem gremialnym Kapituły Katedralnej w Toruniu. W latach 1994–2001 wykładał historię sztuki oraz historię Kościoła w Wyższym Seminarium Duchownym w Toruniu.
Od 10 października 1990 roku jest Kapelanem Policji Garnizonu Toruńskiego. 23 kwietnia 2015 r. za zasługi na rzecz Duszpasterstwa Policjantów został włączony do grona Honorowych Generałów Policji.
W latach 1994–2001 pełnił funkcję wykładowcy historii sztuki i historii Kościoła w Wyższym Seminarium Duchownym w Toruniu. 
Od roku 2001 jest rzeczoznawcą ministerialnym w dziedzinie zarządzania zabytkami. 
W roku 2005 otrzymał tytuł honorowego prałata papieskiego.

## Nagrody i odznaczenia
- Medal „Pro Memoria” (2009)[4]
- Medal „Thorunium” (2006)
- Medal za Zasługi dla Policji (2005)
- Odznaka „Za Zasługi dla Światowego Związku Żołnierzy Armii Krajowej” (2004)
- Krzyż Komandorski Orderu Odrodzenia Polski (2000)
- Odznaka „Zasłużony Działacz Kultury” (2000)
- Nagroda Prezydenta Miasta Torunia (2000)
- Złota Odznaka „Za opiekę nad zabytkami” (1995)
- Krzyż Oficerski Orderu Odrodzenia Polski (1993)
- Nagroda im. ks. Janusza Stanisława Pasierba "Conservator Ecclesiae" (1966)